# خمیس (یمن)
 خمیس  به عربی ( الخمیس ) روستای بزرگی از توابع استان اِب در کشور یمن و در شبه جزیره عربستان واقع می‌باشد. 

## جمعیت
جمعیت ایم روستا در حدود ۳۱۷ نفر می‌باشد.عدهٔ از آدباء وشعراء ومؤرخین به این روستا نسبت داده‌اند .